# Great News
Great News, ou Bonnes nouvelles au Québec, est une série télévisée américaine en 23 épisodes de 22 minutes créée par Tracey Wigfield et diffusée entre le 25 avril 2017 et le 25 janvier 2018 sur le réseau NBC et au Canada sur le réseau Global dès la deuxième saison.
En France et au Québec, la série est disponible sur Netflix depuis le 23 août 2018. Elle reste inédite dans les autres pays francophones.

## Synopsis
Katie Wendelson est productrice TV pour la chaîne new-yorkaise d'informations MMN. Alors qu'elle tente de se faire un nom, sa mère Carol sort de sa vie de couple pour se faire embaucher comme stagiaire. Katie doit dès lors faire avec sa mère exubérante et surprotectrice, qui va parvenir à se faire une place malgré son inexpérience car elle est la seule à tenir tête au présentateur vedette.

## Distribution

### Personnages principaux
- Briga Heelan (VF : Marsha Van Boven) : Katherine « Katie » Wendelson
- Andrea Martin (VF : Francine Laffineuse) : Carol Wendelson, mère de Katie
- Adam Campbell (VF : Maxime Donnay) : Greg Walsh
- Nicole Richie (VF : Sophie Landresse) : Portia Scott-Griffith
- Horatio Sanz (en) (VF : Yannick Besson) : Justin
- John Michael Higgins (VF : Jean-Pierre Denuit) : Chuck Pierce

### Personnages récurrents et interprètes invités
- Tracey Wigfield (en) (VF : Sandrine Henry) : Beth Vierk
- Sheaun McKinney (VF : Maxime Van Santfoort) : Wayne
- Brad Morris : Gene
- Stewart Skelton (VF : Alain Eloy) : Dave Wendelson
- Tina Fey : Diana St. Tropez (saison 2)
- Tommy Dewey (en) (VF : Grégory Praet) : Trip (saison 1, épisode 4)
- Cecily Strong : Jessica Mancuso[4] (saison 2, épisode 5)

## Production

### Développement
Le projet a débuté le 13 août 2015, sur le réseau NBC avec l'acquisition du projet. Ensuite le 7 janvier 2016, NBC commande un épisode pilote du projet de série.
Le 13 mai 2016, le réseau NBC annonce officiellement après le visionnage du pilote, la commande du projet de série sous son titre actuel avec une commande initiale de treize épisodes, pour une diffusion lors de la saison 2016 / 2017.
Le 15 mai 2016, lors des Upfronts 2016, NBC annonce la diffusion de la série pour le premier semestre 2017.
Le 8 décembre 2016, le réseau NBC annonce la date de lancement de la série au 25 avril 2017.
Le 11 mai 2017, la série est renouvelée pour une deuxième saison.
Le 11 mai 2018, la série est annulée.

### Casting
L'annonce du casting a débuté le 9 février 2016, avec l'arrivée de Adam Campbell dans le rôle de Greg. Le 12 février, Andrea Martin obtient le rôle de Carol et Kimrie Lewis-Davis (en) celui de Portia. Ensuite, le 19 février, Briga Heelan est annoncée dans le rôle de Katie.
En juillet 2016, Nicole Richie reprend le rôle de Portia. Puis en août 2016, Sheaun McKinney décroche le rôle récurrent de Wayne, le caméraman.
Pour la deuxième saison, Tina Fey sera récurrente.

## Épisodes

### Première saison (2017)
1. La Nouvelle Stagiaire (Pilot)
2. Un ours en ville (Bear Attack)
3. Chuck Pierce est aveugle (Chuck Pierce is Blind)
4. L'Enfer de la guerre (War is Hell)
5. La Tempête du siècle (Smowmageddon of the Century)
6. Pyromania (Serial Arsonist)
7. Cire et piratage (The Red Door)
8. Biscuit Blitz (Celebrity Hacking Scandal)
9. Mauvaise élève (Carol Has a Bully)
10. Amour vache (Carol's Eleven)

### Deuxième saison (2017-2018)
Cette saison de treize épisodes a débuté le 28 septembre 2017.
1. Les Femmes au pouvoir ! (Boardroom Bitch)
2. La Guerre des clans (Squad Feud)
3. L'Appât (Honeypot!)
4. La Cérémonie (Award Show)
5. La Nuit de l'écran vivant (Night of the Living Screen)
6. Show aquatique (Pool Show)
7. L'Esprit de Noël (A Christmas Carol Wendelson)
8. Stage de sensibilisation (Sensitivity Training)
9. L'Amour est mort (Love is Dead)
10. Cat (Catfight)
11. Offre concurrentielle (Competing Offer)
12. Carrière accélérée (The Fast Track)
13. Retraite anticipée (Early Retirement)